# Spárovka
Spárovka je označení pro slepené hranolky dřeva. Jedná se o nejušlechtilejší aglomerovaný výrobek na bázi dřeva.

## Složení
Je složena z hranolků nebo lišt ze dřeva. Hranolky se skládají vedle sebe, aby každá strana byla proti sobě (levá a pravá). Lepí se klihem, močovinoformaldehydovými, polyvinylacetátovými lepidly apod. Spárovka muže být opatřena svlakem proti prohnutí a vlhkostního pracování dřeva. Svlak je vsunut do rybinové drážky (má menší úkos tvar klínu).

## Použití
Spárovka se používá při výrobě nábytku (stolová deska), schodišť (stupně a podstupně) a dalších interiérových prvků. 